# Krimrepubliek op het Türkvizyonsongfestival
De Oekraïense/Russische deelrepubliek Krimrepubliek neemt sinds de eerste editie in 2013 deel aan het Türkvizyonsongfestival. De regio heeft in totaal 2 keer deelgenomen aan het festival.

## Geschiedenis

### 2013
De Krimrepubliek was een van de 25 deelnemende landen en regio's aan het eerste Türkvizyonsongfestival in 2013. Als een van de weinige regio's organiseerde de omroep een selectie om te bepalen welke artiest het festival mocht gaan. In deze preselectie wist Elvira Sarihalil de jury het meest te overtuigen, met haar lied Dağların elları, waardoor zij de eer kreeg om de Krimrepubliek te vertegenwoordigen. Het lied is een oud Krim-Tataars volkslied.
In Turkije moest elke deelnemer eerst aantreden in de halve finale, waarbij de Krimrepubliek als veertiende aan de beurt was. Bij het bekendmaken van de finalisten bleek dat de regio zich niet had weten plaatsen voor de finale. De resultaten van de halve finale werden nooit bekendgemaakt.

### 2014
Het jaar nadien was de Krimrepubliek weer van de partij. Ook ditmaal organiseerde de omroep een finale om te bepalen wie de deelrepubliek zou vertegenwoordigen. In die preselectie namen acht kandidaten het tegen elkaar op. Darina Sinitsjkina wist de jury het meest te overtuigen. Zodoende mocht zij de Krimrepubliek vertegenwoordigen. 
Op het festival moesten alle inzendingen opnieuw aantreden in een halve finale waarvan enkel de beste vijftien doorgingen naar de finale. In die halve finale kwam de Krimrepubliek als twintigste aan de beurt, na Irak en voor Azerbeidzjan. Met 178 punten eindigde Sinitsjkina op de negende plaats en kwalificeerde ze zich voor de finale. Daarin trad ze als tweede aan. Sinitsjkina kreeg ditmaal 186 punten, goed voor de zesde plaats. Dit is tot op heden de beste prestatie voor de Krimrepubliek op het festival.

### 2015
Ook voor de editie in 2015 meldde de Krimrepubliek zich aan. De organisatie van de deelname van de Krimrepubliek verschoof van VGTRK Krim naar TRK Millet. De omroep organiseerde opnieuw een nationale finale om te bepalen welke artiest naar het festival mocht gaan. De jury selecteerde Safiie Denishaeva met het lied Aqın dostlar. Vanwege de ruzie tussen Rusland en Turkije eind 2015 vroeg de Russische regering aan de Russisch deelnemende gebieden om af te zien van deelname aan het festival. Hierop besloot de omroep om toch niet deel te nemen.
Voor de editie in 2016 besloot de omroep om opnieuw deel te nemen aan het festival. De keuze viel ditmaal op Alsejda Sejdalijeva die met het Krim-Tataarse lied Felegimsin de preselectie wist te winnen. Begin december werd het festival echter verplaatst naar maart 2017. Uiteindelijk werd ook deze datum verschoven naar september 2017 en nadien geannuleerd.

### 2020
Bij de heropstart van het festival in 2020 was de Krimrepubliek niet meer van de partij.

## Deelnames van de Krimrepubliek
| Jaar | Artiest            | Titel           | Fin. | Ptn. | Semi | Ptn. | Taal         |
| ---- | ------------------ | --------------- | ---- | ---- | ---- | ---- | ------------ |
| 2013 | Elvira Sarihalil   | Dağların elları | X    | X    | -    | -    | Krim-Tataars |
| 2014 | Darina Sinitsjkina | Gider isen      | 6    | 186  | 9    | 178  | Krim-Tataars |

| Kleur | Betekenis      |
| ----- | -------------- |
|       | Eerste plaats  |
|       | Tweede plaats  |
|       | Derde plaats   |
|       | Laatste plaats |
|       | Gastland       |